# Список президентів Фіджі
Список президентів Республіки Фіджі:
- 7 жовтня — 5 грудня 1987 року — Сітівені Рамбука — в·о·
- 1· 5 грудня 1987 — 15 грудня 1993 — Пеная Ганілау
- 2· 16 грудня 1993 — 29 травня 2000 — Камісесе Мара
- 29 травня — 13 липня 2000 — Франк Баїнімарама — в·о·
- 3· 13 липня 2000 — 30 липня 2009 — Джозеф Ілоїло
- 5 грудня 2006 — 4 січня 2007 — Франк  Баїнімарама — в·о
- 4· 30 липня 2009 — 12 листопада 2015 — Епелі Найлатікау
- 6· 12 листопада 2015 — Джордж Конрот